# ビッグアイ (郡山市)
ビッグアイ（英: Big-i）は、福島県郡山市の東日本旅客鉄道（JR東日本）郡山駅前に立つ高層ビル。
郡山駅西口の再開発事業として、郡山市の財源によって複合ビルと位置付けられて建設された。地上24階・地下1階、高さ132.6m、福島県で一番高いビルである。

## 歴史

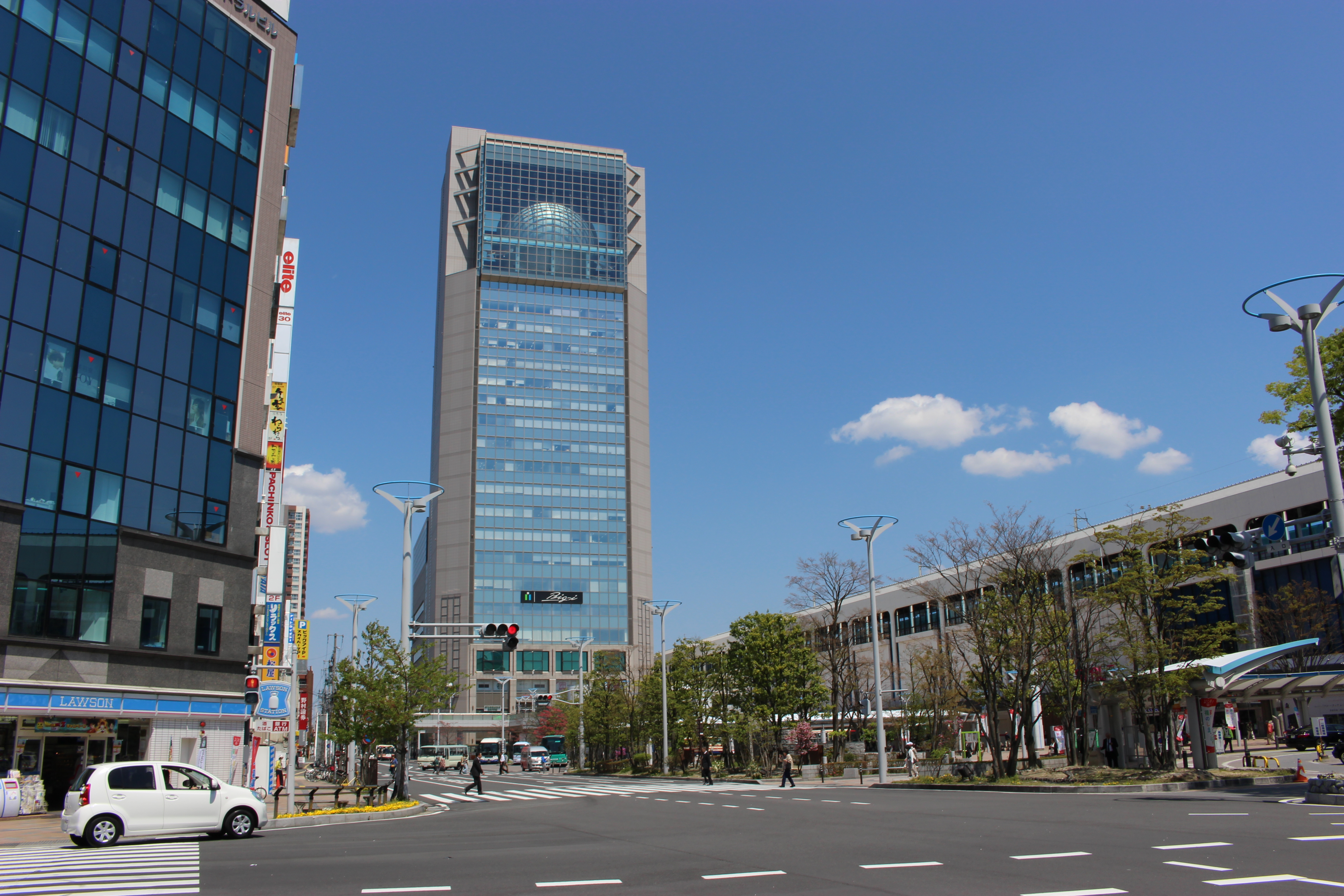
ビッグアイ周辺。右手は郡山駅（2015年4月撮影）

駅西口再開発の目玉として、1983年（昭和58年）1月に核店舗として百貨店そごうの出店が決まり、1984年（昭和59年）1月に郡山市が建設申請を提出し同年10月に申請が受理され着工する方向で進んでいた。
しかし、1985年（昭和60年）4月に百貨店を核とする再開発計画に慎重だった青木久が市長に当選したため、郡山市側で計画の見直しが進められてそれに地権者が反発するなど混乱が始まった。
こうした混乱を問題視したそごうが1986年（昭和61年）1月に出店計画を白紙撤回して撤退し、計画地の地権者で作っていた地権者協議会も同月に解散する事態となった。
同年6月に郡山市側がコンペ方式による一般公募で新構想を募ることを発表し、翌月にはコンペを強行すると共に受理されていた三条申請も撤回し、計画は完全に白紙化されることになった。
こうした強引な計画見直しによる混乱に地権者は猛反発し、郡山市を相手取って慰謝料支払いなどを求める訴訟を起こす事態に発展した。
1989年（平成元年）6月の第一審の福島地方裁判所は、地権者らの訴えを認めて慰謝料1570万円を支払うように命じたものの、1994年（平成6年）10月の第2審の仙台高等裁判所は一転して郡山市の裁量を認め、違法性がないとの判断で慰謝料の支払い命令を取り消し、1998年（平成10年）10月の最高裁判所の判決も二審と同様に市の裁量の範囲内であると認めて、この訴訟は郡山市の勝訴となった。
しかし、この間の1989年11月には郡山商工会議所が都市型百貨店を誘致することを決めて郡山市と地権者との間で調整に入り、1990年（平成2年）に再開発推進協議会が行った調査で4つの百貨店が出店を検討しているとの結果が出たことから、1991年（平成3年）4月に郡山市と地権者らの間で都市型百貨店を核店舗とする再開発を行うことで再び合意するに至った。
この合意を受けて作業部会で改めて再開発の構想策定が進められ、1991年（平成3年）11月に地下4階・地上8階建てのビルを建設して都市型百貨店を核店舗として出店させる計画が策定された。
これを受けて翌1992年（平成4年）4月には6つの百貨店が出店の意向を示すに至ったが、1994年2月になっても年度内の核店舗決定を行なえない状況が続き、その間に景気が悪化したことから百貨店の出店構想は雲散霧消し、1995年（平成7年）7月には都市型百貨店にこだわらずに核となる大型店の出店を模索する状況になった。
こうして核店舗として出店する大型店の招致が困難な状況となったことを受けて、1996年（平成8年）8月に商業施設だけでなく公共施設も入居させる複合型の22階建ての超高層ビルを建設する構想が浮上。その中に日曜日にも開庁する市役所の分室的な機能を持たせた市民センターなどを郡山市が開設する方針を打ち出し、行政側が大きく関与する方針へ大きく転換した。
この官民複合型の再開発ビルの民間部分のテナント招致を進めるため、1997年（平成9年）7月に三菱商事などと業務委託契約を結んで、同年12月には基本設計作成を委託し、翌1998年（平成10年）9月には福島県知事から新たな再開発計画の認可を受けて同月には地権者などの権利変換の審査に入るなど計画が進展し始めた。
この新たな官民複合型の再開発計画は中心市街地の活性化の一環として進める方針が1998年12月に市議会で表明され、市の施設だけでなく、県立高校や科学館、福島大学のキャンパスなど国や県の施設を入居させる方向へ発展した。
こうして計画が固まったことから1999年（平成11年）1月に地権者の権利変換計画を知事が認可して正式に再開発計画が事実上確定し、着工に向けて動き出すことになった。
同年10月には民間部分の入居者募集を開始して、郡山商工会議所などが出資して2000年（平成12年）2月には再開発ビルの管理・運営を行う会社が設立され同年8月には民間企業向け事務所フロアの入札が行われて大成建設と前田建設が落札した。
2000年9月に公募によってビルの愛称は「ビッグアイ」となり、同年12月にはイタリア語で「大勢の人」を意味する「モルティ」が商業施設部分の名称となることになった。
2001年（平成13年）3月に落成し、翌月4月に市民プラザや福島大学のサテライトキャンパス、商業施設部分の 「モルティ」などが開業した。また、このビルの建設と合わせて郡山駅西口駅前広場の整備も行われ、ビルの2Fがペデストリアンデッキにより駅や市営駐車場などと結ばれた。なお、ペデストリアンデッキのうち、歩道橋部分と階段部分は2011年の東北地方太平洋沖地震で被災し、一時期供用中止となっていた。
同年7月にはふれあい科学館が郡山市に引き渡されて同年10月に開館したことで、ほぼ全館が開業する形となった。
しかし、郡山市が一旦取得する形をとった民間企業向けの保留床のうち約半分しか民間に売却できなかったため、計画された資金の回収が滞ってビルの管理・運営を行う第三セクターが保留床の取得費を全額納めることができなかったり、郡山市が追加で公費を投入して不足分を補てんする事態となるなど、資金回収は計画を下回ることになった。

## テナント

### スペースパーク
- 郡山市ふれあい科学館（20 - 24階）[47]
  - 館内のプラネタリウムは地上より世界一高い場所にあり、ギネス・ワールド・レコーズにも認定されている。
  - 22階の展望ゾーン（入場無料）には、明治から現代までの3つの時代の郡山駅を再現したNゲージのレイアウトがある。

### オフィスフロア
- オフィスフロア（15 - 19階）
  - ソニー生命保険郡山支社[48]（19階）
  - パソナ郡山（19階）
  - ウェブレッジ（18階）
  - 福島博報堂郡山支社（18階）
  - リーブ21郡山O.C（18階）
  - 福島人材派遣センター郡山支社（17階）
  - アサヒビール福島支社（17階）
  - ニチイ学館郡山支店（16階）
  - メットライフ生命保険郡山支社（16階）
  - ノエビア郡山支店（15階）
  - 武田薬品工業福島営業所（15階）
  - 三菱電機ビルテクノサービス福島支店（15階）
- かつてのテナント
  - 株式会社リトルシーズサービス（19階） - 一般労働者派遣事業・有料職業紹介業（2007年3月郡山市喜久田町に本社移転）
  - テンプスタッフ・カメイ郡山支社（18階）（明治安田生命郡山ビルへ移転）

### 郡山萌世高等学校
- 福島県立郡山萌世高等学校（8 - 14階）[49]

### 福島大学サテライトキャンパス
- 福島大学経済学部大学院[30]

### 市民プラザ
- 市民プラザ（6 - 7階） - 郡山市の行政サービス施設[40]
  - 市民交流プラザ（7階） - 貸会議室、茶会などにも使用可能な和室など
  - 駅前健康相談センター（7階） - 健康相談や母子手帳の交付等
  - あさかの学園大学（7階） - 郡山市が設置する生涯学習を目的とした教育機関[50]
  - 市民ふれあいプラザ（6階） - 貸展示室[40]
  - 市民サービスセンター（6階） - 各種証明書等の発行や手続きの窓口。午後7時まで土日祝日も受け付けている[51]
  - インフォメーションコーナー（6階） - 郡山市に関する資料の閲覧が可能
  - KITe（きて）みて広場（6階） - 漫画本や雑誌が置かれた図書コーナーやインターネット用のパソコンが置かれている（利用無料）
  - アシストパーク郡山（6階） - ボランティアやNPOなど社会貢献活動団体を支援する郡山市市民協働推進課の出先機関（市民活動サポートセンター）

### MOLTI
- MOLTI（モルティ）（1 - 5階） - 商業施設[52]
  - ポムの樹（5階）
  - 全身脱毛革命サロン Datsumo Labo（5階）
  - 郡山新卒応援ハローワーク（4階）
  - TGM（4階）
  - ほけんの窓口（4階）
  - アモスタイル（3階）
  - MIX-O（2階）
  - スターバックスコーヒー（2階）[53]
  - アイプリモ（2階）
  - ザ・ボディショップ（1階）
  - a.v.v（1階）
  - 福島美少女図鑑MOLTIスタジオ（1階）
- かつてのテナント
  - TBC（5階）
  - ワイモバイル（1階）

### その他
- 立体駐車場 - 自走式437台収容
- ビッグアイウエスト - 立体駐車場1階道路沿い
  - ロマリンダクリニック
  - 東京電力福島原子力補償相談室

## ギャラリー

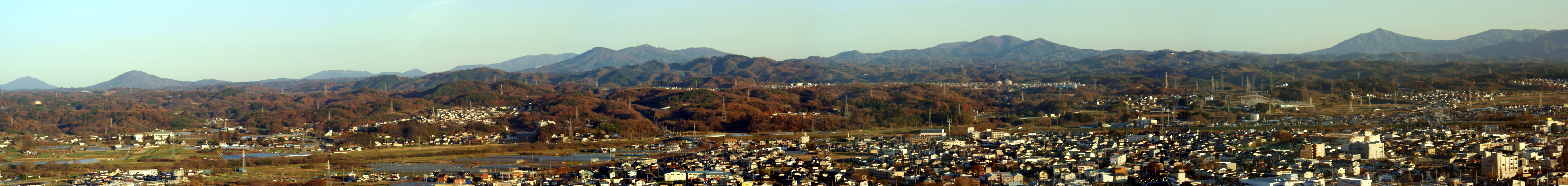
22階展望ゾーンより望む阿武隈高地

展望ゾーンより望む安達太良山（中央）、磐梯山（左）、東北新幹線（右）

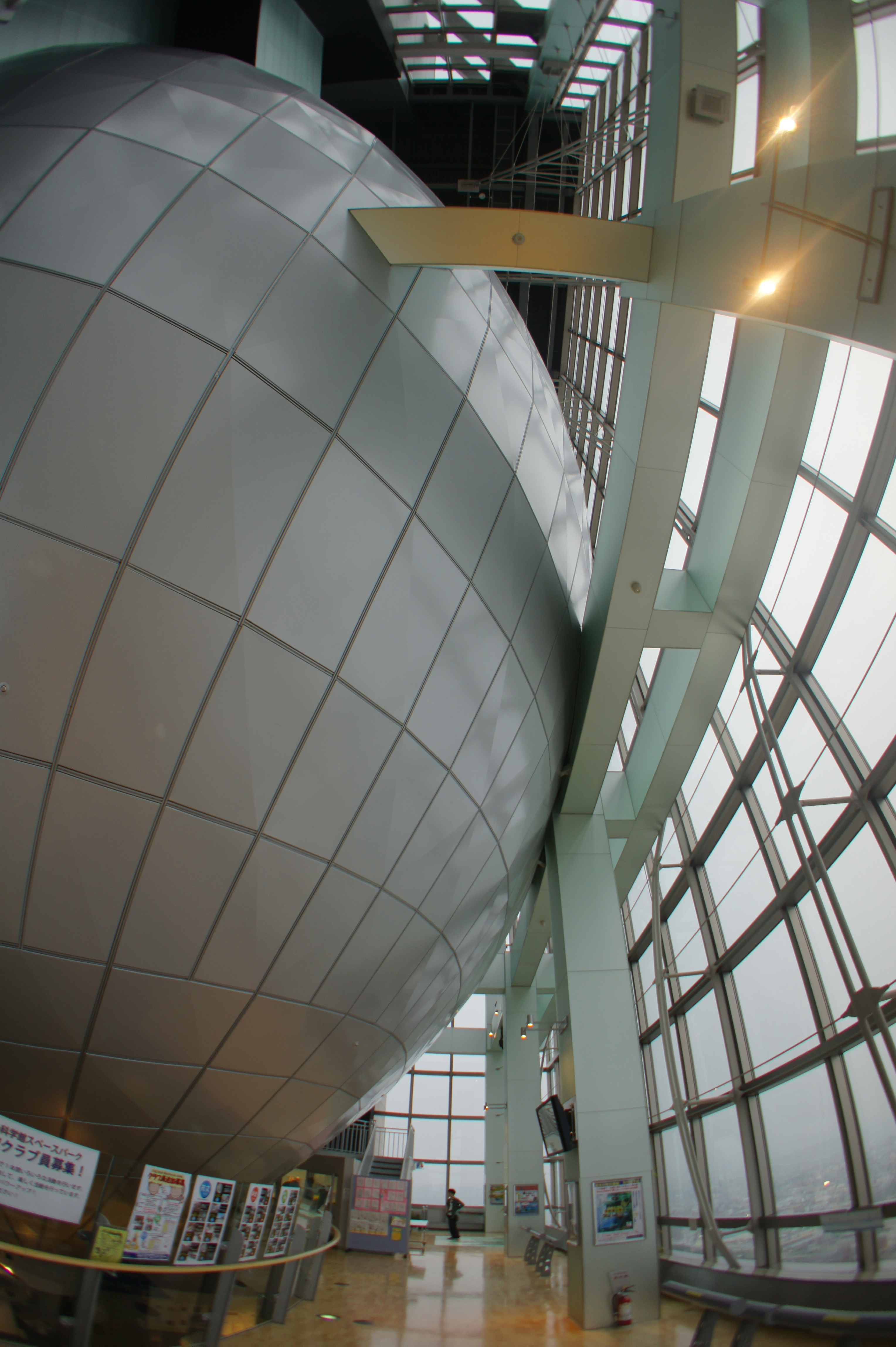
22階・郡山市ふれあい科学館のドーム。内部はプラネタリウムとなっている

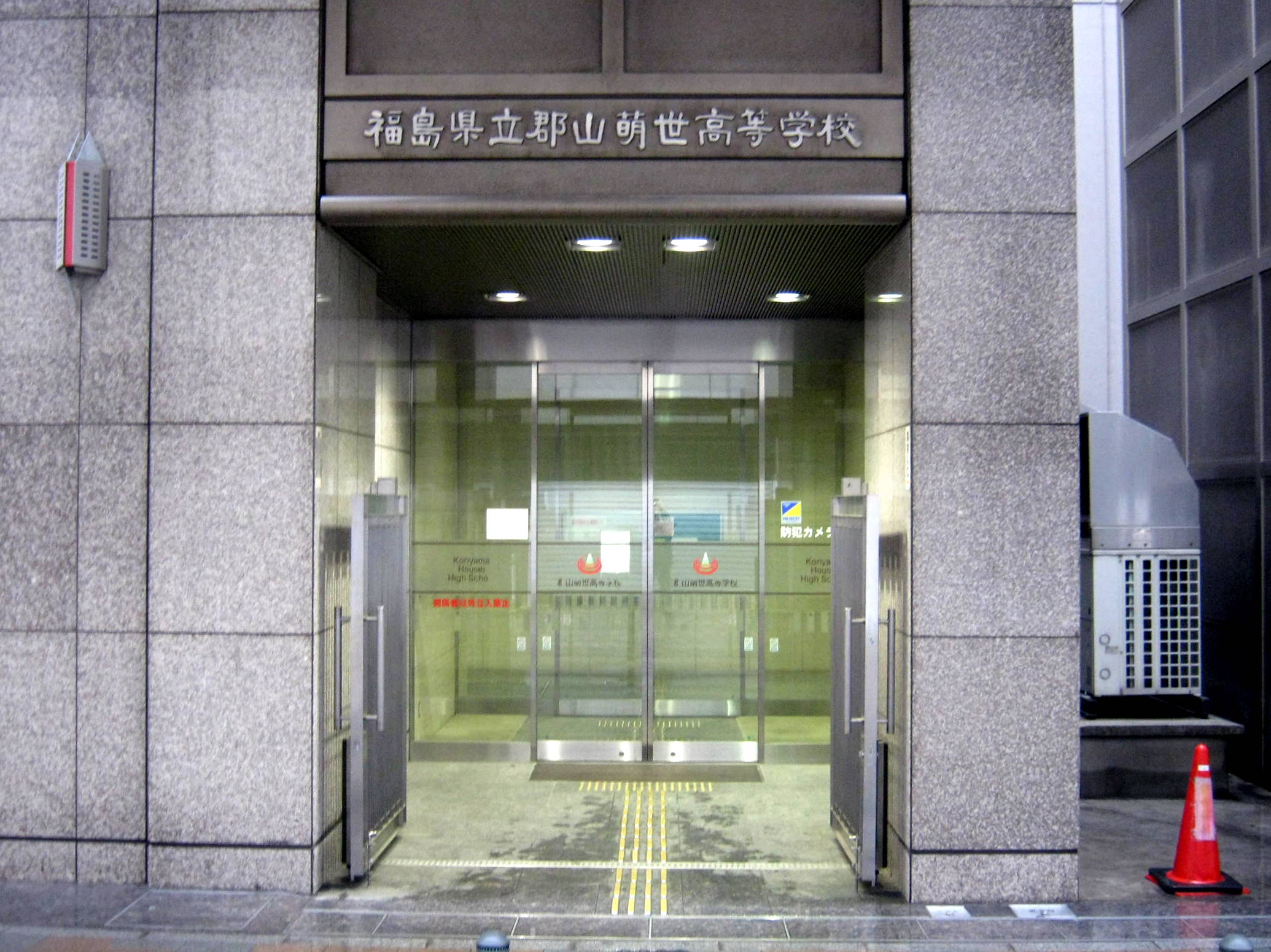
ビッグアイに入居する福島県立郡山萌世高等学校玄関

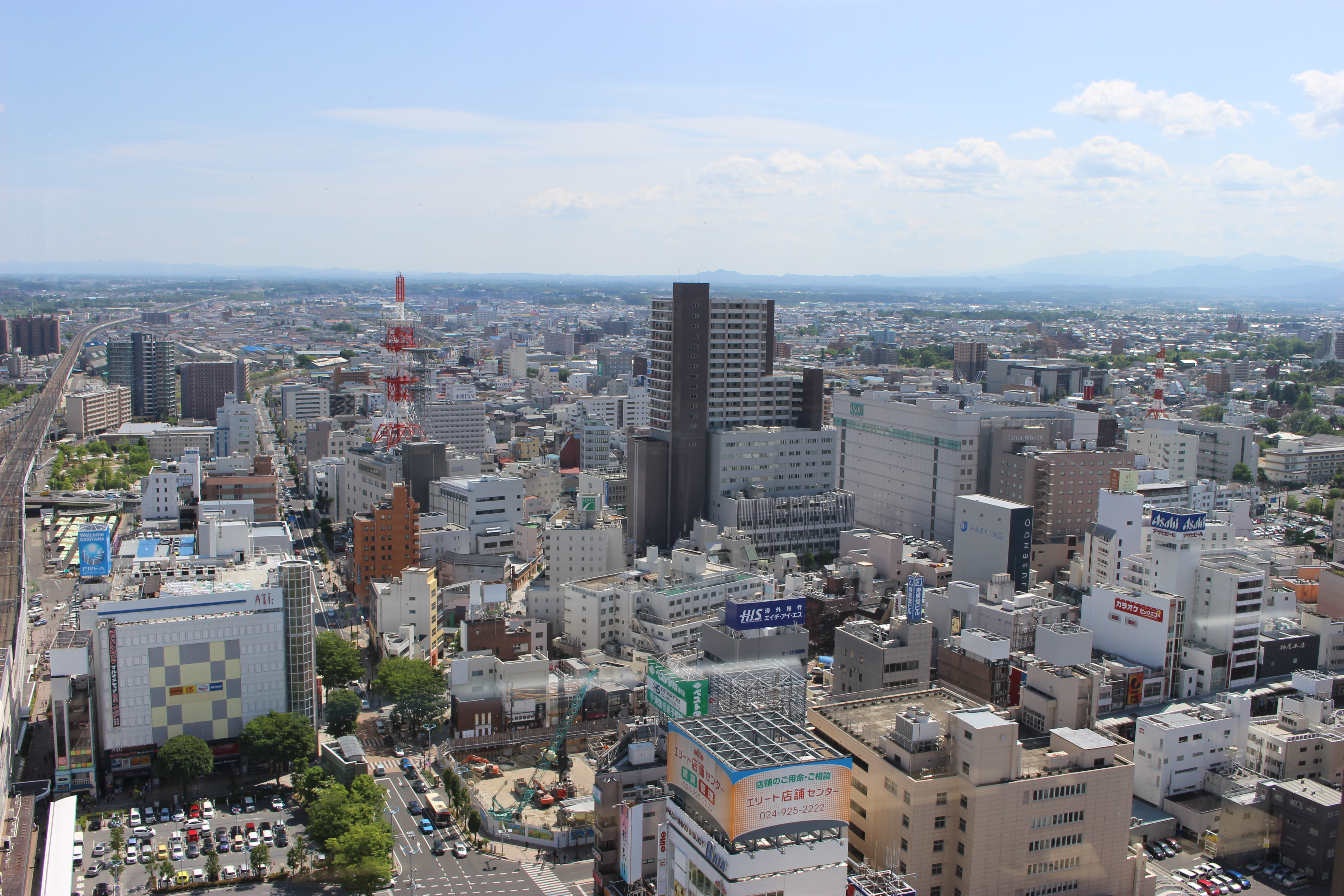
展望台よりビッグアイ南側の郡山市街を臨む（2015年5月30日撮影）

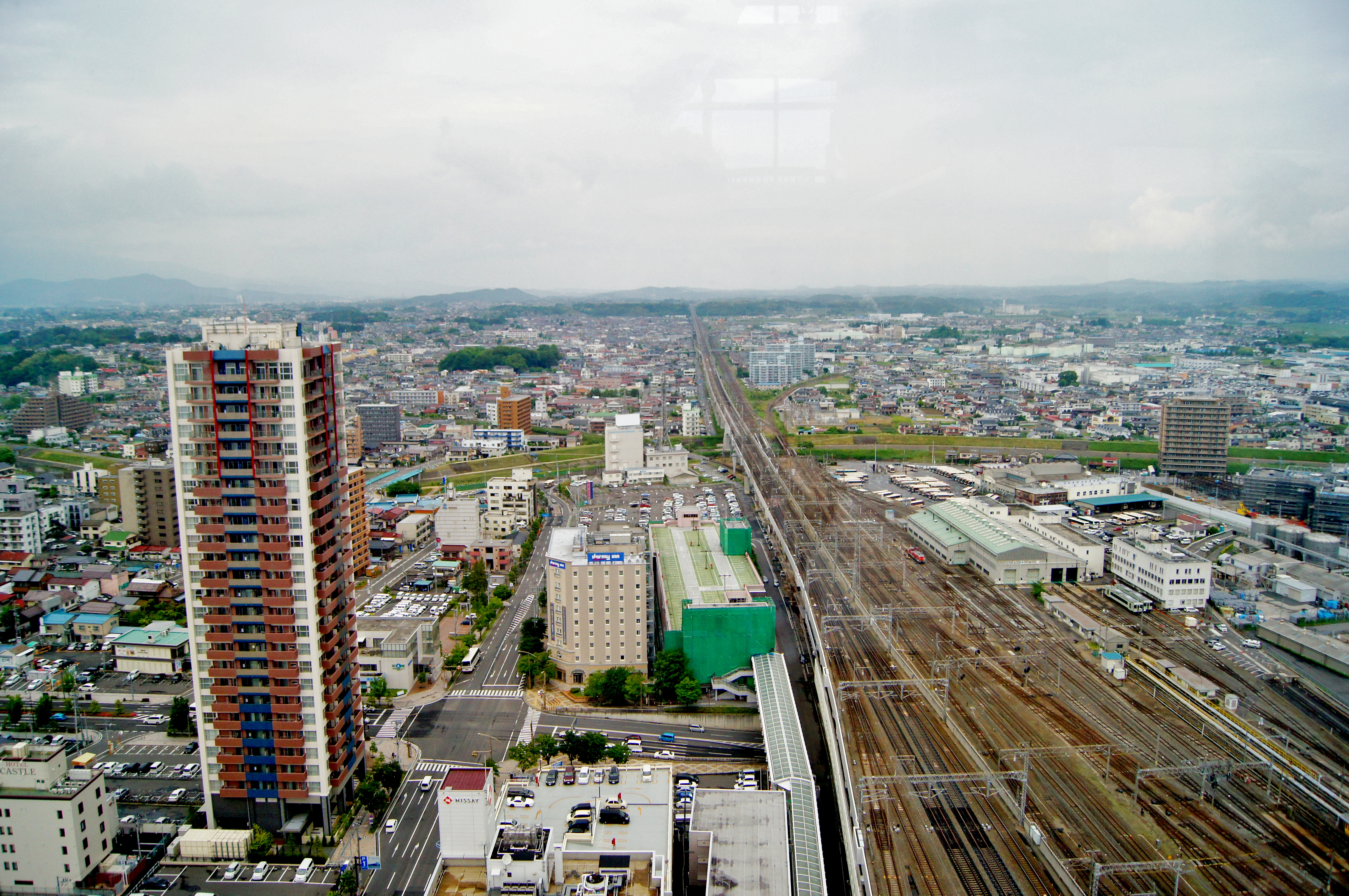
展望台よりビッグアイ北側を臨む（2012年6月4日）

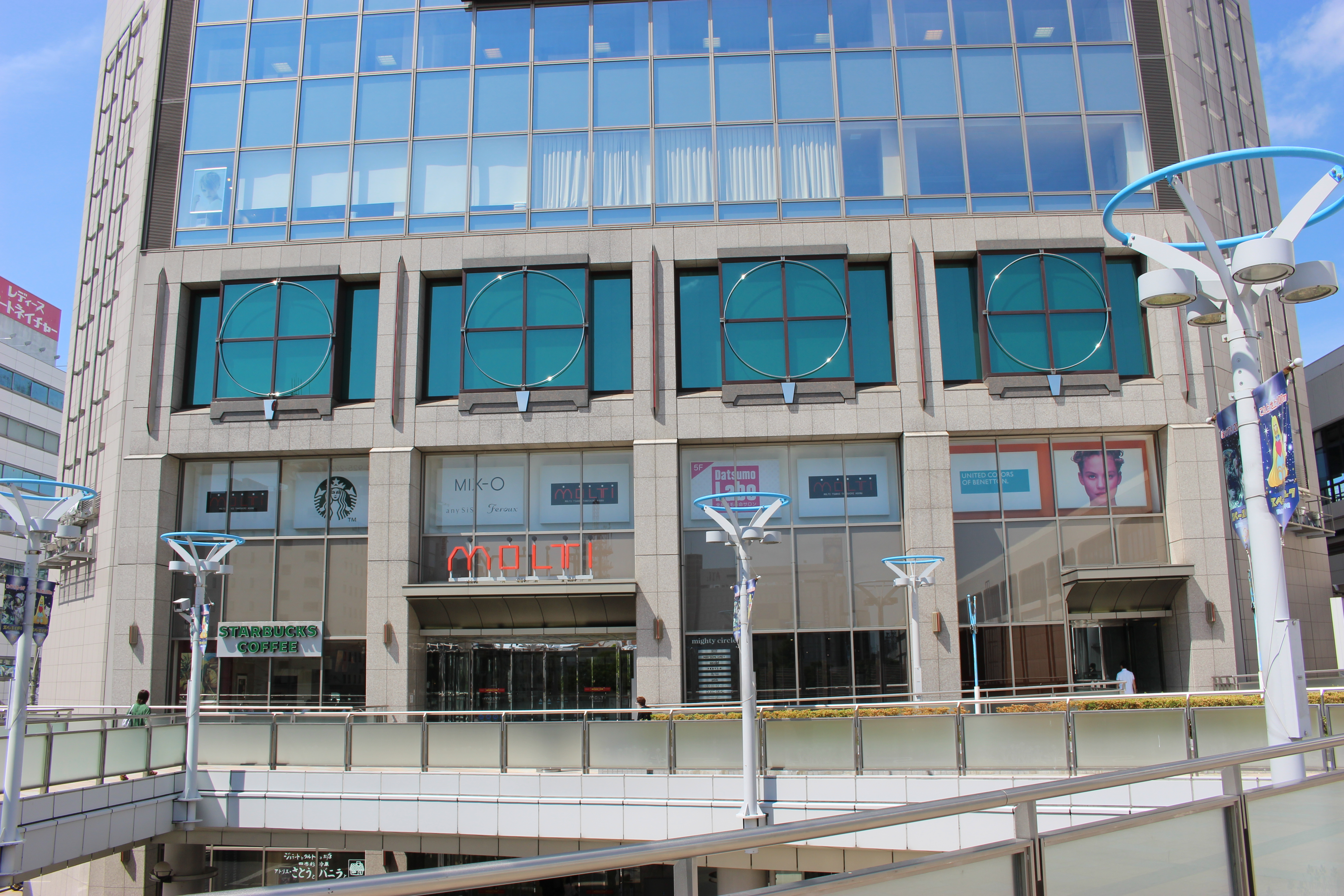
ビッグアイ2階「MOLTI」入口